# Väfjällstjärnen
Väfjällstjärnen är en sjö i Åre kommun i Jämtland och ingår i Indalsälvens huvudavrinningsområde. Sjön har en area på 0,0365 kvadratkilometer och ligger 699,2 meter över havet.

## Delavrinningsområde
Väfjällstjärnen ingår i det delavrinningsområde (702830-136502) som SMHI kallar för Mynnar i Indalsälvens vattendragsyta. Medelhöjden är 653 meter över havet och ytan är 9,6 kvadratkilometer. Det finns inga avrinningsområden uppströms utan avrinningsområdet är högsta punkten. Tvärån som avvattnar avrinningsområdet har biflödesordning 3, vilket innebär att vattnet flödar genom totalt 3 vattendrag innan det når havet efter 305 kilometer. Avrinningsområdet består mestadels av skog (62 procent), sankmarker (17 procent) och kalfjäll (16 procent). Avrinningsområdet har 0,04 kvadratkilometer vattenytor vilket ger det en sjöprocent på 0,4 procent.